# فرنسيس روسي
فرنسيس روسي (بالإنجليزية: Francis Rossi) (و. 1949  م) هو مغني، وموسيقي، وعازف قيثارة، وكاتب أغاني إنجليزي، ولد في لندن، وهو عضوٌ في ستيتاس كو.

## جوائز
حصل على جوائز منها:
- نيشان الامبراطورية البريطانية من رتبة ضابط.

## وصلات خارجية
- فرنسيس روسي على موقع IMDb (الإنجليزية)
- فرنسيس روسي على موقع ميوزك برينز (الإنجليزية)
- فرنسيس روسي على موقع ديسكوغز (الإنجليزية)
- فرنسيس روسي على موقع قاعدة بيانات الفيلم (الإنجليزية)

- فرنسيس روسي في قاعدة بيانات الأفلام على الإنترنت